# Янчук, Вадим Владимирович
Вади́м Влади́мирович Янчу́к (16 июля 1982, Ленинград, РСФСР, СССР) — российский футболист, нападающий.

## Карьера
В 2003 году начал играть на уровне профессиональной команды в «Петротресте», но вскоре перебрался в «Шексну» где и играл до 2006 года. Затем за «Сибирь», но наибольшую известность приобрёл благодаря игре за новотроицкий клуб «Носта», где являлся лидером нападения. После вылета «Носты» перебрался в «Кубань». После отправился играть в «Балтику». В начале 2011 года перешёл в «Уфу». В межсезонье подписал контракт с латвийским «Вентспилсом», в котором стал чемпионом Латвии.
1 июля 2014 года стало известно, что Янчук не стал продлевать контракт с «Вентспилсом».
С 2016 года — игрок любительских команд Санкт-Петербурга: «Эксклюзив», «Маштех» (в 2017), «СТД Петрович» (с 2017 по 2019 годы) и «Динамо СПб» (с 2019 по 2020 год).

### Футбольная деятельность
С 2014 по 2020 год был директором по футбольным филиалам в организации «Азбука спорта» в Санкт-Петербурге, а также организовывал сборы для детско-юношеских команд «Вентспилса».
В 2020 году основал собственную детскую футбольную академию.

## Достижения
- Чемпион Латвии (2): 2011, 2011.
- Обладатель Кубка Латвии: 2013.
- Чемпион Санкт-Петербурга (1): 2019
- Чемпион Зимнего первенства Санкт-Петербурга (1): 2019/2020